# Тусантан (муниципалитет)
Тусанта́н (исп. Tuzantán) — муниципалитет в Мексике, штат Чьяпас, с административным центром в одноимённом посёлке. Численность населения, по данным переписи 2020 года, составила 30 302 человека.

## Общие сведения
Название Tuzantán с языка науатль можно перевести как — место гоферов.
Площадь муниципалитета равна 174,2 км², что составляет 0,2 % от площади штата, а наиболее высоко расположенное поселение Сан-Кристобаль, находится на высоте 1310 метров.
Он граничит с другими муниципалитетами Чьяпаса: на севере с Мотосинтлой, на востоке с Тапачулой, на юге с Уэуэтаном, и на западе с Уистлой.

## Учреждение и состав
Муниципалитет был образован 10 февраля 1942 года, по данным 2020 года в его состав входит 115 населённых пунктов, самые крупные из которых:
| Код INEGI                  | Населённый пункт                                                                  | Численность населения (2005 год) | Численность населения (2010 год) | Численность населения (2020 год) |
| -------------------------- | --------------------------------------------------------------------------------- | -------------------------------- | -------------------------------- | -------------------------------- |
| 103                        | Всего                                                                             | 24417                            | 28137                            | 30302                            |
| 0001                       | Тусантан (исп. Tuzantán) 15°08′46″ с. ш. 92°25′18″ з. д. (административный центр) | 2662                             | 2863                             | 3536                             |
| 0036                       | Хочильтепек (исп. Xochiltepec) 15°07′39″ с. ш. 92°25′56″ з. д.                    | 2232                             | 2563                             | 2570                             |
| 0030                       | Пример-Кантон (исп. Primer Cantón) 15°07′15″ с. ш. 92°26′23″ з. д.                | 1205                             | 1477                             | 1555                             |
| 0034                       | Эстасьон-Тусантан (исп. Estación Tuzantán) 15°06′25″ с. ш. 92°27′05″ з. д.        | 868                              | 1225                             | 1225                             |
| 0035                       | Вилья-Идальго (исп. Villa Hidalgo) 15°06′22″ с. ш. 92°22′28″ з. д.                | 1034                             | 1089                             | 1209                             |
| 0031                       | Сегундо-Кантон (исп. Segundo Cantón) 15°06′07″ с. ш. 92°26′09″ з. д.              | 912                              | 952                              | 1119                             |
| 0033                       | Куарто-Кантон (исп. Cuarto Cantón) 15°05′33″ с. ш. 92°26′33″ з. д.                | 726                              | 911                              | 999                              |
| —                          | Прочие                                                                            | 14778                            | 17057                            | 18089                            |
| Названия на карте Генштаба |                                                                                   |                                  |                                  |                                  |

## Экономическая деятельность
По статистическим данным 2000 года, работоспособное население занято по секторам экономики в следующих пропорциях:
- сельское хозяйство и животноводство — 54,2 %;
- промышленность и строительство — 12,4 %;
- торговля, сферы услуг и туризма — 31,5 %;
- безработные — 1,9 %.

## Инфраструктура
По статистическим данным 2020 года, инфраструктура развита следующим образом:
- электрификация: 99,2 %;
- водоснабжение: 63,6 %;
- водоотведение: 95,5 %.

## Туризм
Основные достопримечательности: перекаты и пороги на реки Уистла, около Нуэва-Теночтитлана; гроты около Вилья-Идальго.